# Zauberberg (album)
| Recensione     | Giudizio |
| -------------- | -------- |
| AllMusic       |          |
| Pitchfork      |          |
| Piero Scaruffi |          |
| Ondarock       |          |

Zauberberg è il secondo album in studio del progetto Gas di Wolfgang Voigt pubblicato nel 1997 dalla Mille Plateux.

## Composizione e pubblicazione
Zauberberg è l'album di Gas più cupo e dissonante, nonché il primo sulla cui copertina compare l'immagine di una foresta, elemento che distinguerà le successive uscite del compositore tedesco. L'album prende il nome dal romanzo di Thomas Mann. Zauberberg venne originariamente pubblicato nel 1997 dalla Mille Plateaux in formato vinile, e riedito l'anno seguente con una traccia aggiunta su CD. Nel box set del 2008 Nah und Fern, che contiene i primi quattro album di Gas, la sesta traccia di Zauberberg è estesa. Il successivo cofanetto Box del 2016 presenta delle versioni estese della prima, terza, sesta, e settima traccia del formato CD di Zauberberg.

## Tracce

### Edizione su vinile
1. Untitled – 14:02
2. Untitled – 5:54
3. Untitled – 7:18
4. Untitled – 12:36
5. Untitled – 6:42
6. Untitled – 8:33

Durata totale: 55:05

### Edizione su CD
1. Untitled – 7:50
2. Untitled – 14:12
3. Untitled – 12:50
4. Untitled – 6:01
5. Untitled – 8:04
6. Untitled – 7:23
7. Untitled – 9:32

Durata totale: 65:52